# 희망산맥

## 개요
〈희망산맥〉(希望山脈 키보삼먀쿠[*])은 일본의 아이돌 그룹 AKB48의 파생 유닛인 와타리로카하시리타이7의 9번째 싱글이다. 2011년 11월 30일에 포니캐년을 통해 발매되었다. 일본판 크레용신짱에서는 2011년 11월 4일부터 2012년 9월 14일까지 오프닝 테마로 사용되었다.